# Hymenophyllum baileyanum
Hymenophyllum baileyanum är en hinnbräkenväxtart som beskrevs av Karel Domin. Hymenophyllum baileyanum ingår i släktet Hymenophyllum och familjen Hymenophyllaceae. Inga underarter finns listade.